# Agbe-Naete
Agbe-Naete è una coppia di divinità della popolazione Fon stanziata in Benin e Togo. 
Si tratta di una coppia di gemelli, un maschio (Agbe) e una femmina (Naete), figli di Mawu-Lisa, la divinità suprema, contemporaneamente maschile (Lisa) e femminile (Mawu).  
Quando Mawu radunò i suoi sette figli per dividere tra essi la terra, ad Agbe e Naete fu dato il dominio sul mare, dove hanno sede, e sulle acque.